# Ledella marisnostri
Ledella marisnostri is een tweekleppigensoort uit de familie van de Nuculanidae. De wetenschappelijke naam van de soort is voor het eerst geldig gepubliceerd in 2004 door La Perna.